# Dipartimento di Río Senguer
Río Senguer è un dipartimento argentino, situato nella parte sud-occidentale della provincia del Chubut, con capoluogo Alto Río Senguer.

## Geografia fisica
Esso confina a nord con i dipartimenti di Tehuelches e Paso de Indios, a est con quello di Sarmiento, a sud con la provincia di Río Negro, a ovest con la repubblica del Cile.
Il dipartimento fa parte della comarca del Río Senguer-golfo San Jorge.

## Società

### Evoluzione demografica
Secondo il censimento del 2010, su un territorio di 22.335 km², la popolazione ammontava a 5.979 abitanti, con una diminuzione demografica del 3,5% rispetto al censimento del 2001.
Abitanti censiti

## Amministrazione
Nel 2001 il dipartimento comprendeva:
- 2 comuni (municipios) di seconda categoria: Alto Río Senguer e Río Mayo;
- 5 comuni rurali (comunas rurales): Aldea Beleiro, Doctor Ricardo Rojas, Facundo, Lago Blanco e Aldea Apeleg